# Imeni Cjurupy
imeni Cjurupy (in russo имени Цюрупы?; anche posëlok imeni Cjurupy) è una cittadina della Russia europea centrale, situata nell'oblast' di Mosca. Apparteneva al Voskresenskij rajon .
Sorge nella parte centrale dell'oblast', sul fiume Nerskaja, 160 chilometri a nordovest di Mosca.
L'insediamento prende il nome da Aleksandr Cjurupa, funzionario del PCUS e dello stato sovietico.